# Osztályzat
Az osztályzat (vagy érdemjegy, a köznyelvben csak jegy) az iskolai teljesítmény, tanulmányi előmenetel minősítése kategóriába sorolással. A kategóriákat jelölhetik szövegesen (jeles, jó stb.), betűkkel (pl. A, B, C, D, F) vagy számokkal. Magyarországon 1950 óta ötfokozatú osztályozási rendszer van az alap-, illetve középszintű oktatásban, a felsőoktatásban emellett háromfokozatú skálát is használnak.

## Tanulmányi előmenetel értékelése országonként

### Magyarország
Értékelési rendszer 1950 óta: tantárgyi öt-, az általános iskolai magatartás és a szorgalom négyfokozatú skálán történik.
| Osztályzat | Szöveges értékelés |
| ---------- | ------------------ |
| 5          | jeles              |
| 4          | jó                 |
| 3          | közepes            |
| 2          | elégséges          |
| 1          | elégtelen          |

Első osztályban a megfelelt illetve a jól megfelelt értékelés is használatos volt.
| Osztályzat | Szöveges értékelés | Szöveges értékelés |
| Osztályzat | Magatartás         | Szorgalom          |
| ---------- | ------------------ | ------------------ |
| 5          | példás             | példás             |
| 4          | jó                 | jó                 |
| 3          | változó            | változó            |
| 2          | rossz              | hanyag             |

| Szöveges értékelés |
| ------------------ |
| kiválóan megfelelt |
| jól megfelelt      |
| megfelelt          |
| nem felelt meg     |

1948-1950 között hétfokozatú skála volt, a legkisebb átmenő jegy a 3-as:
| Osztályzat | Szöveges értékelés |
| ---------- | ------------------ |
| 7          | kitűnő             |
| 6          | jeles              |
| 5          | jó                 |
| 4          | közepes            |
| 3          | elégséges          |
| 2          | gyenge             |
| 1          | elégtelen          |

1948 előtt pedig szintén öt- és négyfokozatú skála dominált a következő kategóriákkal:
| Szám | Magaviselet  | Szorgalom | Előmenetel | Írásbeli dolgozatok külső alakja |
| ---- | ------------ | --------- | ---------- | -------------------------------- |
| 1    | példás       | nagy      | kitűnő     | csinos                           |
| 2    | dicséretes   | kitartó   | jeles      | tiszta                           |
| 3    | jó           | változó   | jó         | rendes                           |
| 4    | tűrhető      | hanyatló  | elégséges  | kevésbé rendes                   |
| 5    | szabálytalan | csekély   | elégtelen  | rendetlen                        |

### Szlovákia
Szlovákiában és több más országban - pl. Csehország, Ausztria - a régi, 1948 előtti rendszer lényegét tekintve megmaradt. Az előmenetelhez ötfokozatú skálát használnak, az osztályzás azonban fordítva történik, mint Magyarországon:
| Szám | Előmenetel - szlovákul | Magyarul   |
| ---- | ---------------------- | ---------- |
| 1    | výborný                | kitűnő     |
| 2    | chválitebný            | dicséretes |
| 3    | dobrý                  | jó         |
| 4    | dostatočný             | elégséges  |
| 5    | nedostatočný           | elégtelen  |

### Amerikai Egyesült Államok
Az Amerikai Egyesült Államokban szokásos rendszer szerint a diákok munkáját betűvel minősítik. Az elégtelen eredmény jele a failing (bukás) szóra utaló F, az elégséges vagy annál jobb eredményeket pedig A–D betűkkel jelölik, ahol az A a legjobb, a D pedig a leggyengébb, még nem elégtelen eredmény.
A tanulmányi átlag mérőszáma a szokásosan Grade Point Average (osztályzat-pontszámátlag) nevű, gyakran csak GPA-nek rövidített 0,00 és 4,00 közötti mutató. Ezt úgy számítják ki, hogy az A osztályzathoz a 4 számértéket rendelik, a B-hez a 3-at, a C-hez a 2-t a D-hez az 1-et az F-hez pedig a 0-t, majd az így keletkezett számokat átlagolják.
Bizonyos esetekben, például ha a diák emelt szinten tanul egy tantárgyat, a betűvel kifejezett osztályzathoz a fentinél 0,5-del vagy 1-gyel nagyobb számot rendelnek. Ennek a kiemelésnek a neve weighting (súlyozás, bár itt statisztikailag másról van szó, mint a súlyozott átlag), és az így keletkezett „súlyozott” GPA értéke aztán 4-nél magasabb is lehet.
Egyes iskolák finomabb skálán értékelik a diákok munkáját azáltal, hogy a betűkhöz még + vagy - szimbólumokat is rendelnek. Egy C+ eredmény például jobb egy C-nél, de gyengébb egy B-nél.
Ha a diák munkájának sikere százalékosan is mérhető, az elégséges alsó határa hagyományosan az ötven százalék. Ha például egy diák egy tízkérdéses, feleletválasztós dolgozaton hatnál kevesebb helyes választ ad, szokás szerint F-et kap.